# 彼得·萨伯
彼得·萨伯（1951年11月18日—）是一位美国哲学家，毕业于西北大学，现为哈佛大学伯克曼互联网与社会研究中心资深研究员和哈佛大学开放获取项目（HOAP）主任，是开放获取运动的主要代言人，主要作品有《洞穴奇案》（The Case of the Speluncean Explorers）等。